# VAW-78
78ème Escadron de commandement et de contrôle aéroporté
Le Carrier Airborne Early Warning Squadron 78 (CARAEWRON 78 ou VAW-78), connu sous le nom de Fighting Escargots, était un escadron de réserve d'alerte avancée de l'US Navy dont la mission était de fournir des services aux forces de la flotte et aux réseaux d'alerte à terre, quelles que soient les conditions météorologiques. Il a été créé le 1er juillet 1970 à la Naval Air Station Norfolk dans le cadre d'une réorganisation majeure de l'United States Navy Reserve et désactivé le 31 mars 2005.

## Historique

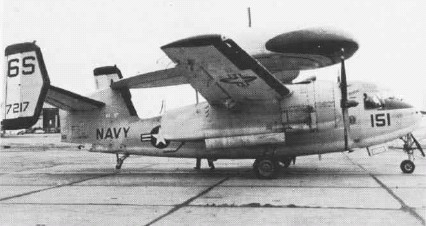
Grumman E-1B Tracer de l'escadron d'alerte avancée VAW-78 de la Réserve Navale au NARTU Norfolk, Virginie (USA), en 1970

Les Fighting Escargots ont été créés en juillet 1970 au NAS Norfolk en tant que composante de l' Anti-Submarine Group Reserve Seventy. L'escadron a d'abord exploité le Grumman E-1 Tracer.[1]
En septembre 1975, le VAW-78 est devenu une composante de la Carrier Air Wing Reserve Twenty. Deux ans plus tard, l'escadron est passé au Grumman E-2 Hawkeye.
Le VAW-78 devait être désactivé le 31 mars 2005. Avant d'être désactivé, le VAW-78 a transféré certains de ses avions au VAW-77 pour remplacer les anciens E-2C de cet escadron.

## Galerie
|                        |
| E-2C Hawkeye du VAW-78 |